# Сто рублей (Чемпионат мира по футболу 2018)
100 рублей — памятная банкнота, посвященная Чемпионату мира по футболу FIFA 2018 в России. Выпущена Банком России в обращение 22 мая 2018 года, и стала первой полимерной банкнотой России. Общий тираж банкноты составил 20 млн экземпляров.

## История создания и описание
О будущем выпуске памятной банкноты, посвященной футбольному чемпионату, стало известно еще в феврале 2017 года. По словам первого зампреда Банка России, банкнота будет сделана из пластика (полимерного субстрата) и будет иной на ощупь и по качеству материала. Поскольку предприятие АО "Гознак", занимающееся печатью Билетов Банка России впервые столкнулся с технологией создания пластиковых банкнот, Банк России не торопился выпускать ее прежде времени.
Презентована банкнота была 22 мая 2018 года, в этот же день введена в обращение.
По аналогии с другими памятными банкнотами России номиналом 100 рублей, изображения на банкноте расположены вертикально. Художественная композиция лицевой стороны банкноты символизирует преемственность поколений. На лицевой стороне размещено изображение мальчика с мячом, который мечтает повторить подвиги великих футболистов, в том числе такого знаменитого вратаря, как Лев Яшин. На оборотной стороне банкноты изображен летящий футбольный мяч, который символизирует земной шар, на котором расположена карта России. Ниже указаны названия городов, где будут проходить непосредственно матчи чемпионата мира (Москва, Санкт-Петербург, Калининград и др.).
Реакция людей на новую банкноту оказалась неоднозначной — у одних она вызывала восторг, у других — недоверие.
Всего выпущено две серии: АА и АВ.
| Изображение     | Изображение       | Номинал (рублей) | Размеры (мм) | Основные цвета | Описание                                                                            | Описание | Дата выхода |
| Лицевая сторона | Оборотная сторона | Номинал (рублей) | Размеры (мм) | Основные цвета | Лицевая сторона                                                                     | Оборотная сторона | Дата выхода |
| --------------- | ----------------- | ---------------- | ------------ | -------------- | ----------------------------------------------------------------------------------- | --- | ----------- |
|                 |                   | 100              | 150×65       | сине-зеленый   | Ребенок с футбольным мячом в руке, смотрит на вратаря Льва Яшина в прыжке за мячом. | Летящий футбольный мяч, символизирующий земной шар, на котором выделяется карта России. Ниже — названия городов, в которых пройдут матчи чемпионата. | 22 мая 2018 |